# مسدد (الطويلة)

تعديل مصدري - تعديل

مسدد هي إحدى قرى عزلة بني الخياط بمديرية الطويلة التابعة لمحافظة المحويت، بلغ تعداد سكانها 217 نسمة حسب تعداد اليمن لعام 2004.